# Черри, Даму
Даму Черри-Митчелл (англ. Damu Cherry-Mitchell; род. 29 ноября 1977, Тампа, Флорида) — американская легкоатлетка, специалистка по барьерному бегу. Выступала за сборную США по лёгкой атлетике в 2000-х годах, победительница ряда крупных международных стартов, призёрка первенств национального значения, участница летних Олимпийских игр в Пекине.

## Биография
Даму Черри родилась 29 ноября 1977 года в городе Тампа, штат Флорида. Занималась лёгкой атлетикой в местной старшей школе, затем в 1996—2000 годах училась в Южно-Флоридском университете — состояла в университетской легкоатлетической команде South Florida Bulls, с которой успешно выступала на различных студенческих соревнованиях в США.
В 2003 году Черри провалила допинг-тест — её проба показала наличие запрещённого норандростерона. В итоге спортсменку отстранили от участия в соревнованиях на 2 года.
По окончании срока дисквалификации Дану Черри возобновила спортивную карьеру и продолжила принимать участие в крупных легкоатлетических стартах. Так, в 2006 году она вошла в состав американской национальной сборной и выступила на чемпионате мира в помещении в Москве, где в зачёте бега на 60 метров с барьерами заняла итоговое седьмое место. Позднее в беге на 100 метров с барьерами выиграла серебряные медали на чемпионате США в Индианаполисе и на Всемирном легкоатлетическом финале в Штутгарте.
В 2008 году на чемпионате США в Юджине, где также проводился национальный олимпийский отбор, вновь стала серебряной призёркой в 100-метровом барьерном беге, уступив только титулованной Лоло Джонс — тем самым удостоилась права защищать честь страны на летних Олимпийских играх в Пекине. На Олимпиаде благополучно вышла в финал барьерного бега на 100 метров, а в решающем забеге финишировала четвёртой.
На чемпионате США 2009 года в Юджине взяла бронзу. Бежала 100 метров с барьерами на чемпионате мира в Берлине, где дошла до стадии полуфиналов, и на Всемирном легкоатлетическом финале в Салониках, где пришла к финишу шестой.
В 2010 году стала бронзовой призёркой в 60-метровом барьерном беге на чемпионате США в помещении в Альбукерке и в 100-метровом барьерном беге на чемпионате США на открытом стадионе в Де-Мойне.
Завершила спортивную карьеру по окончании сезона 2012 года.
Замужем за американским спринтером Деннисом Митчеллом, олимпийским чемпионом, двукратным чемпионом мира.